# Wintersbach (Dammbach, Fluss)
Der Wintersbach ist ein rechter Zufluss des Dammbachs im Pfarrdorf Wintersbach der Gemeinde Dammbach im Landkreis Aschaffenburg im bayerischen Spessart.

## Geographie

### Verlauf

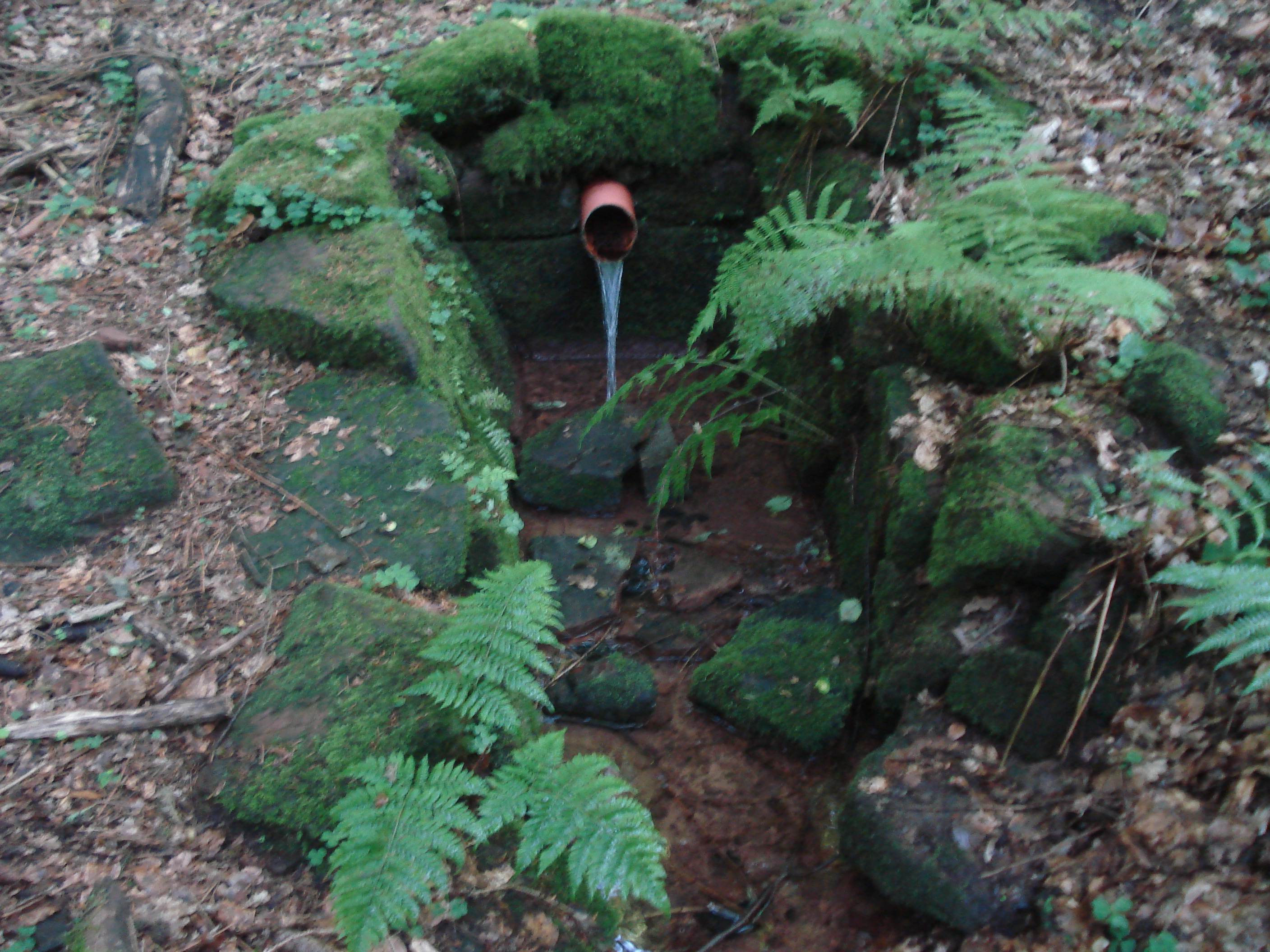
Der Wintersbachbrunnen

Der Wintersbach entspringt im Wintersbachbrunnen etwa eineinviertel Kilometer nördlich des Pfarrdorfes Wintersbach und am Fuße des Bergrückens der Eselshöhe, etwa einen Kilometer westlich des Dürrenberg-Gipfels (422 m ü. NHN) in seinem hier schon fast 70 Meter gegenüber den umgebenden Höhen eingetieften Kerbtal. Die Quelle ist gefasst und mit einem kleinen Ablaufrohr versehen. Der Wintersbach läuft auf dem Talgrund in südlicher Richtung, auf dem Unterlauf teilweise verrohrt durch den Ort. In der Nähe der St. Valentinskirche mündet er unter der Brücke über diesen in den hier westlich in seiner Aue zur Elsava laufenden Dammbach.

### Flusssystem Elsava
- Fließgewässer im Flusssystem Elsava

## Einzelnachweise

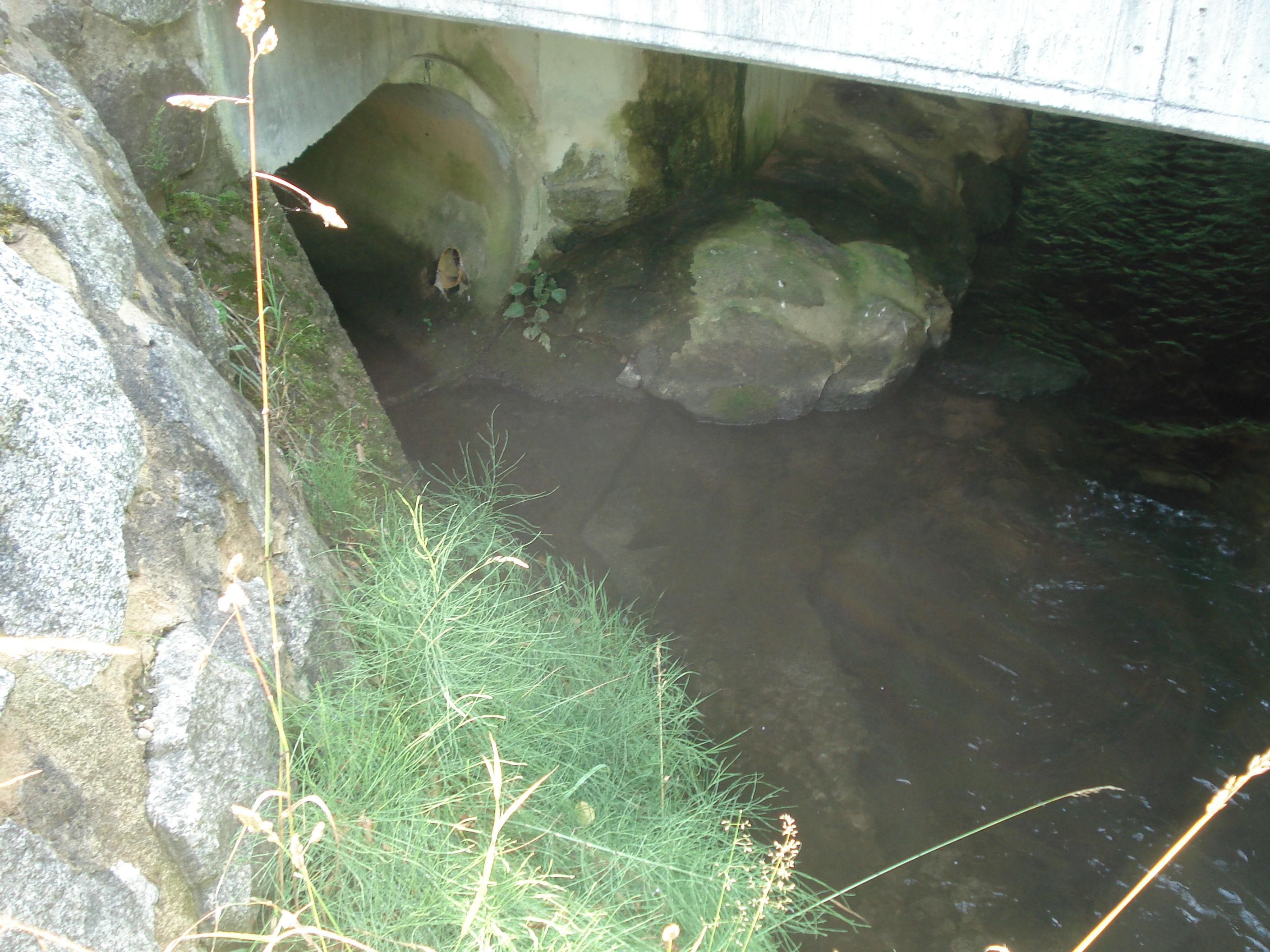
Der Wintersbach (Rohr links) mündet in den Dammbach (von hinten nach vorne)